# لزوگابران
لزوگابران (به انگلیسی: Lesogaberan) یک ترکیب شیمیایی با شناسه پاب‌کم ۹۸۳۳۹۸۴ است. 